# Hygrochroa garleppi
Hygrochroa garleppi är en fjärilsart som beskrevs av Max Wilhelm Karl Draudt 1929. Hygrochroa garleppi ingår i släktet Hygrochroa och familjen silkesspinnare. Inga underarter finns listade i Catalogue of Life.